# Deropeltis camerunensis
Deropeltis camerunensis es una especie de cucaracha del género Deropeltis, familia Blattidae.

## Distribución
Esta especie se encuentra en Guinea, Togo, Camerún y Chad.